# Estación de Huelva-Término
Huelva-Término, también conocida coloquialmente como la estación de Sevilla, fue una estación de ferrocarril situada en el municipio español de Huelva, en la provincia homónima, comunidad autónoma de Andalucía. El edificio, de estilo neomudéjar y carácter pasante, fue inaugurado en 1888 como estación término de la línea férrea procedente de Sevilla. Las instalaciones se mantuvieron operativas hasta su cierre el 22 de abril de 2018, tras 130 años de servicio.

## Situación ferroviaria
Las instalaciones llegaron a formar parte de las siguientes línea férreas:
- Línea de ancho ibérico Zafra-Huelva, punto kilométrico 182,0.[2]
- Línea de ancho ibérico Sevilla-Huelva, punto kilométrico 109,1.[2]

## Historia

### Los años de MZA
El ferrocarril llegó a Huelva el 15 de marzo de 1880, cuando la Compañía de los Ferrocarriles de Madrid a Zaragoza y Alicante (MZA) concluyó las obras de la línea férrea que unía Sevilla con Huelva. La cómoda orografía permitió que el trazado se construyera sin dificultades. Pocos años después, en 1886 se puso en funcionamiento el tramo Huelva-Valdelamusa de la que sería la tercera línea férrea en llegar a la ciudad y que se prolongaría hasta Zafra en 1889.

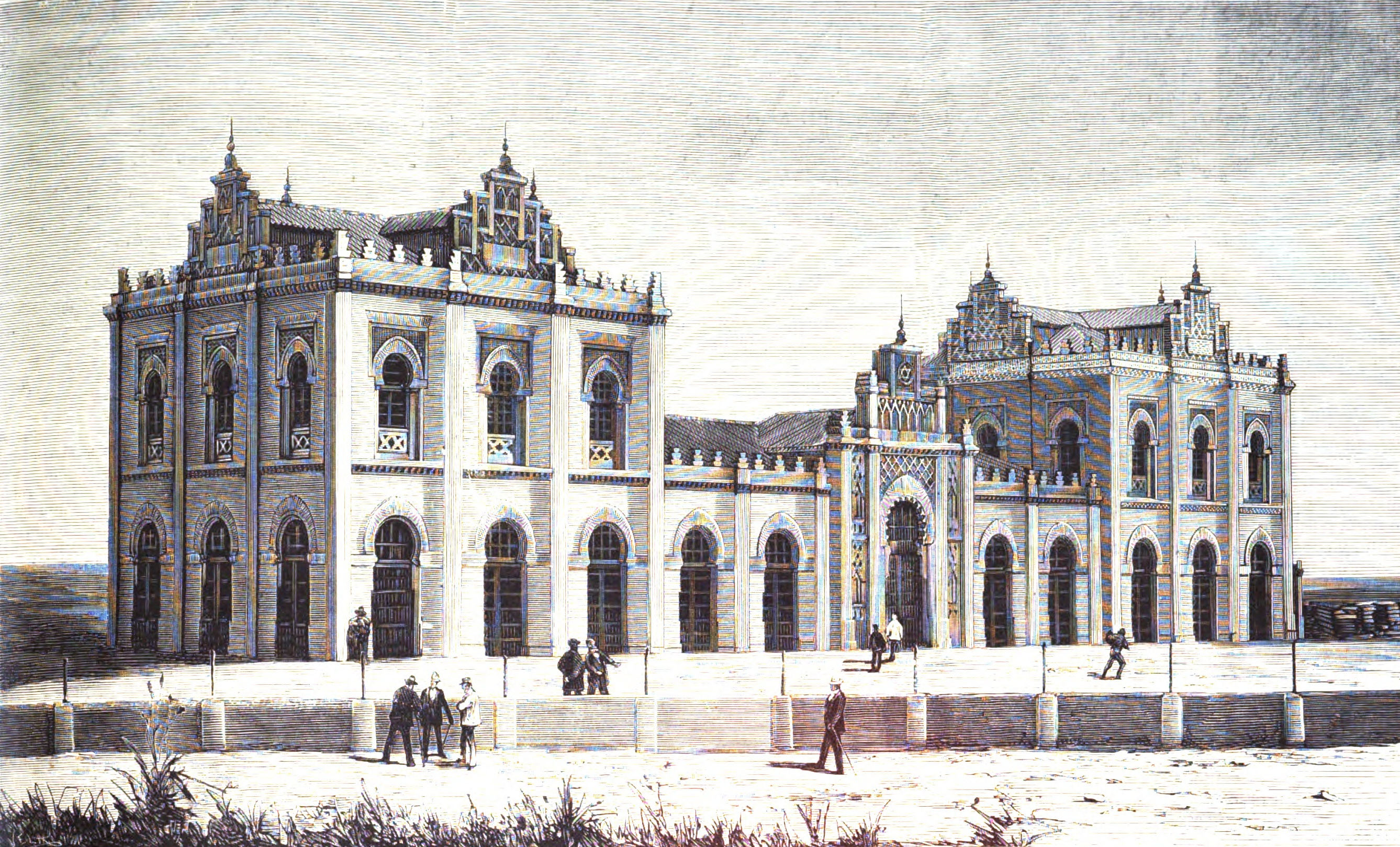
Vista de la estación en 1880

La estación de Huelva fue proyectada por el empresario alemán Guillermo Sundheim con intención de ofrecer una apropiada conexión con el ingente tráfico de personas y material minero que llegaba a la ciudad con motivo de las minas del norte de la provincia. Sundheim encargó a los arquitectos Jaime Font y Pedro Soto un edificio de estilo neomudéjar con importantes reminiscencias a la arquitectura islámica, como arcos de entrada de herradura, fachada en ladrillo visto y almenas. En él destacaban dos torreones en los laterales mayores que la nave central. Su construcción data de 1888. La estación contaba con una playa de cuatro vías y llegó a tener una reserva de locomotoras. Así mismo, disponía de conexiones con la estación de Huelva-Odiel, terminal de la línea Zafra-Huelva, y con el puerto. Cabe señalar que en las cercanías se encontraban las instalaciones de la estación de Riotinto, cabecera del ferrocarril homónimo que enlazaba con la cuenca minera de Riotinto-Nerva.

### Bajo RENFE y Adif
En 1941, tras la nacionalización de los ferrocarriles de ancho ibérico, la estación se integró en la red de RENFE. A partir de 1976 en las instalaciones de Huelva-Término se centralizaron los servicios ferroviarios de la capital onubense, tras la clausura de la histórica estación de Huelva-Odiel y el desvío de la línea de Zafra. No obstante, el ramal del puerto acabaría cayendo en desuso y con los años sería desmantelado. Por su parte, los servicios logísticos fueron centralizados en la nueva estación de Huelva-Mercancías para atender el tráfico del Polo Químico. En 2005, tras la división de la antigua RENFE, la empresa Renfe Operadora pasó a explotar la línea, mientras que Adif se hizo cargo de las instalaciones ferroviarias. 
El 22 de abril de 2018, tras 130 años de servicio, fue cerrada al tráfico por la apertura de la nueva estación ferroviaria de Huelva, produciéndose la llegada del último tren a esta estación la noche de ese mismo día, procedente de Sevilla. Actualmente se encuentra sin uso y cerrada, deteriorándose paulatinamente. Está previsto que Adif ceda la titularidad de la estación al Ayuntamiento de la ciudad.

## Arquitectura y características

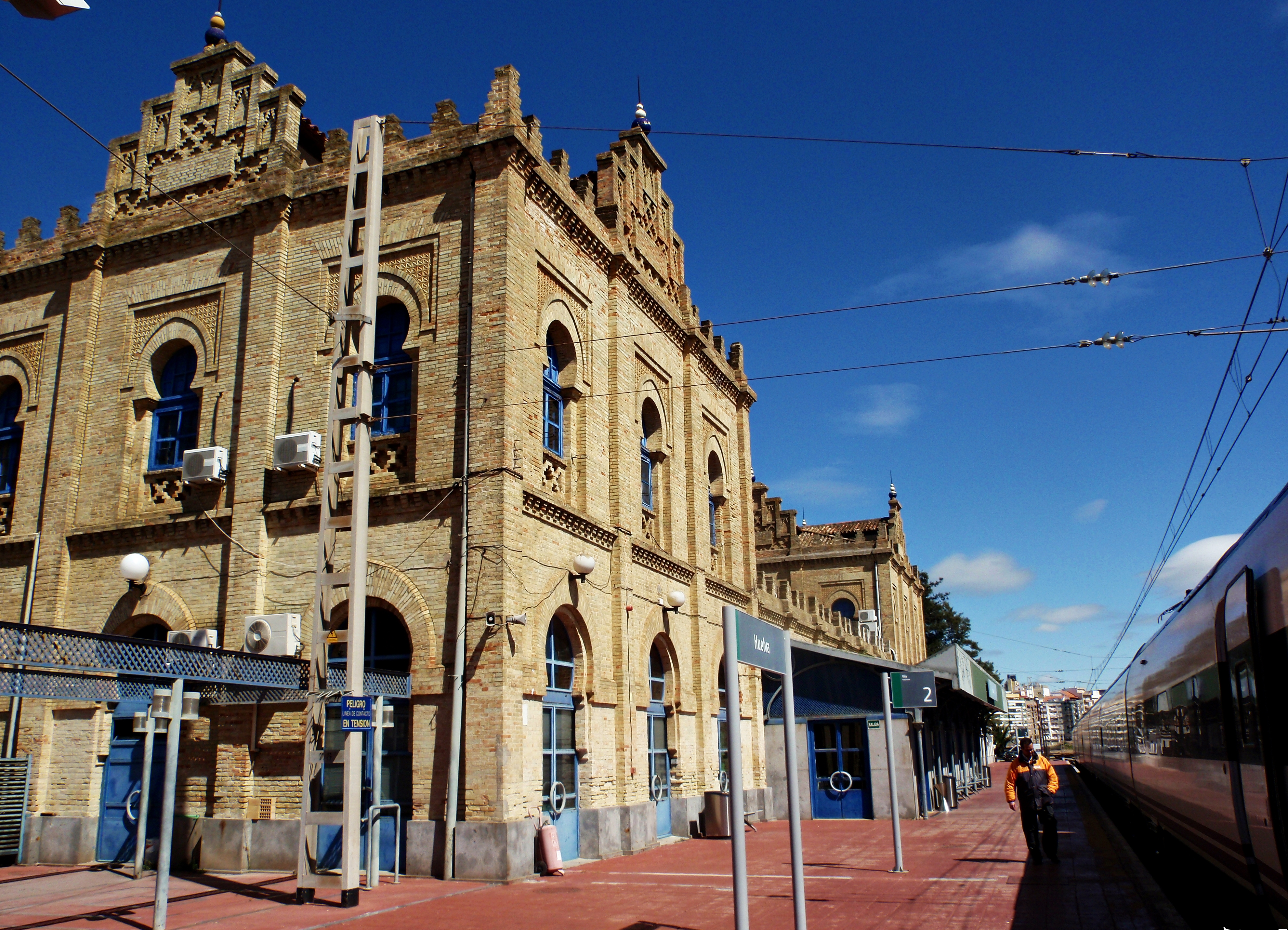
Vista de la estación, c. 2014.

El proyecto de la estación fue obra del ingeniero Jaime Font, secundado por Pedro Soto.
Se trata de un edificio con una composición simétrica de tres cuerpos: el central es de una planta, con cubierta a dos aguas sobre armadura, mientras que los cuerpos laterales disponen de dos plantas; las plantas altas se encontraban destinadas para su uso como viviendas. Está levantado en fábrica de ladrillo visto aplantillado, con formas muy depuradas. El remate superior del edificio está realizado con almenas califales y frontones centrales en neomudéjar aragonés. El zócalo es de granito.